# Exophiala phaeomuriformis
Exophiala phaeomuriformis är en svampart som först beskrevs av T. Matsumoto, A.A. Padhye, Ajello & McGinnis, och fick sitt nu gällande namn av Matos, Haase & De Hoog 2003. Exophiala phaeomuriformis ingår i släktet Exophiala och familjen Herpotrichiellaceae.   Inga underarter finns listade i Catalogue of Life.